# Matthias Waechter

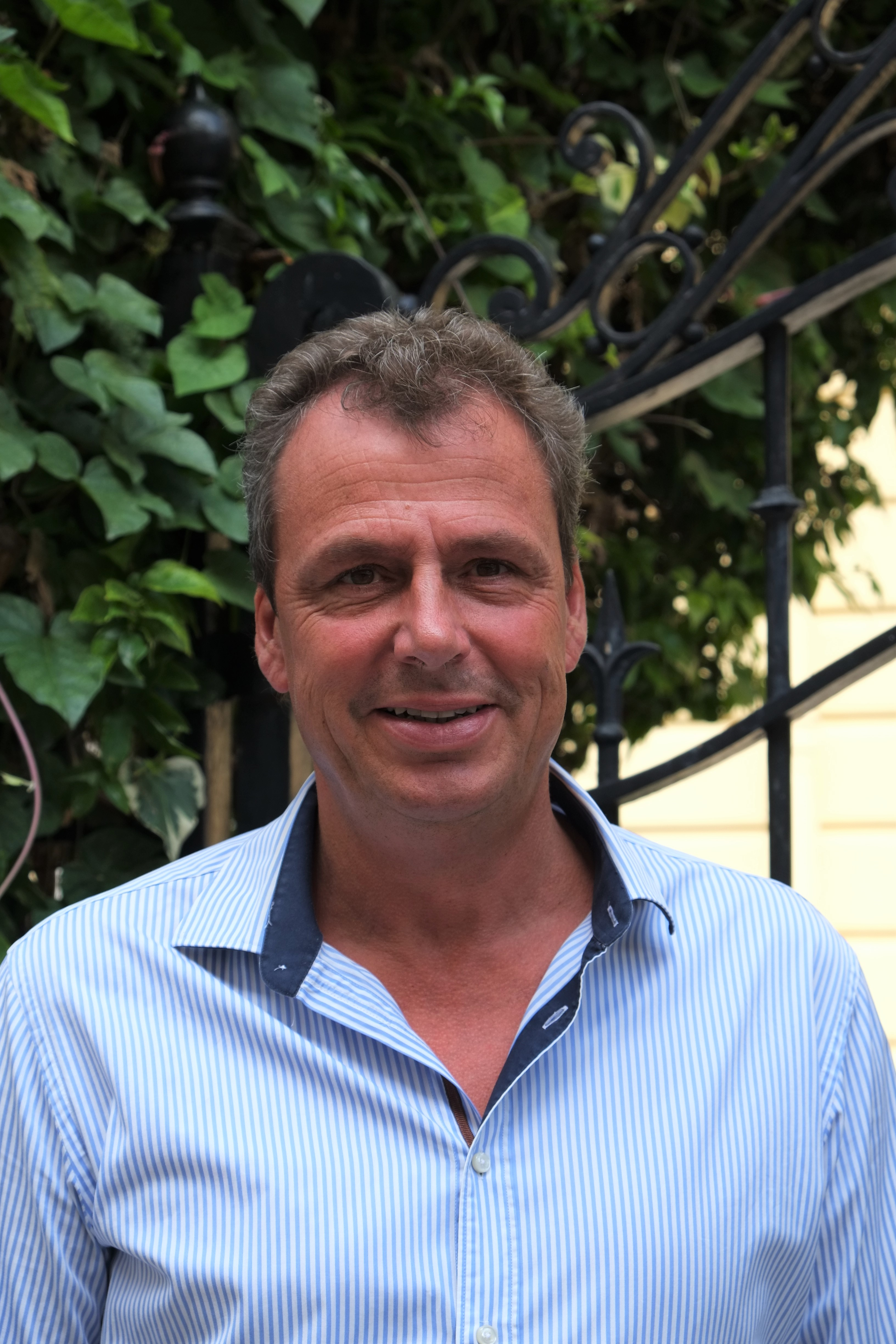
Matthias Waechter 2018 in Nizza

Matthias Waechter (* 4. Dezember 1965 in Bonn) ist ein deutscher Historiker und Direktor des Hochschulinstituts CIFE in Nizza. Zwischen 1993 und 2000 war er wissenschaftlicher Assistent am Historischen Seminar der Albert-Ludwigs-Universität Freiburg.

## Leben und Wirken
Nach dem Abitur in Bonn 1984 studierte Waechter Geschichte, Philosophie und öffentliches Recht an den Universitäten Bonn, Freiburg, Paris (IV) und Rochester (New York). Nach dem Masterabschluss in Rochester 1990 und Forschungsaufenthalten in Washington, D.C., Madison (Wisconsin) und Pasadena (Kalifornien) wurde er 1994 in Freiburg mit einer von Ernst Schulin betreuten Arbeit über die Geschichte der Frontier-Debatte promoviert, die 1996 mit dem Gerhard-Ritter-Preis der Universität Freiburg ausgezeichnet wurde. Von 1994 bis 2000 war Waechter zunächst als Wissenschaftlicher, dann als Geschäftsführender Assistent am Historischen Seminar der Universität Freiburg (Lehrstuhl für Neuere und Neueste Geschichte) tätig, von 2000 bis 2005 folgte eine DAAD-Dozentur am Institut Européen des Hautes Etudes Internationales in Nizza. 2004 habilitierte er sich bei Ulrich Herbert an der Universität Freiburg mit einer Studie über den Mythos des Gaullismus, die mit dem Deutsch-Französischen Parlamentspreis 2007 sowie dem Daimler-Chrysler-Services Preis 2004 ausgezeichnet wurde.
Seit 2007 ist Waechter Direktor des Institut Européen des Hautes Etudes Internationales (seit 2012: Institut Européen-European Institute) in Nizza. Im Herbstsemester 2010 nahm er eine Gastprofessur an der Universität Freiburg (Schweiz) wahr. Zudem lehrt Waechter als Privatdozent am Historischen Seminar der Universität Freiburg und als Gastprofessor an der EDHEC Business School. Seine Forschungsinteressen umfassen die US-amerikanische Geschichte, zeitgenössische französische Geschichte, die deutsch-französischen Beziehungen und die Europäische Integration. Dabei konzentrieren sich seine Forschungen auf Probleme der kollektiven Identität, des Geschichtsbewusstseins, politischer Mythen und transnationaler Intellektueller.
Im Jahr 2019 legte Waechter eine umfassende Geschichte Frankreichs im 20. Jahrhundert vor; 2023 folgte eine Geschichte Frankreichs.

## Schriften (Monographien)
- Die Erfindung des amerikanischen Westens. Die Geschichte der Frontier-Debatte. Rombach, Freiburg im Breisgau 1996, ISBN 3-7930-9124-4 (Zugl.: Freiburg im Breisgau, Univ., Diss., 1994).
- Der Mythos des Gaullismus. Heldenkult, Geschichtspolitik und Ideologie 1940 bis 1958. Wallstein-Verl., Göttingen 2006, ISBN 3-8353-0023-7 (Teilw. zugl.: Freiburg im Breisgau, Univ., Habil.-Schr., 2003).
- Helmut Schmidt und Valéry Giscard d’Estaing : auf der Suche nach Stabilität in der Krise der 70er Jahre. Edition Temmen, Bremen 2011, ISBN 978-3-8378-2010-2.
- Geschichte Frankreichs im 20. Jahrhundert. Verlag C.H. Beck, München 2019, ISBN 3-406-73653-X.
- Geschichte Frankreichs. Verlag C.H. Beck, München 2023, ISBN 978-3-406-80046-7.